# Epimeria loricata
Epimeria loricata is een vlokreeftensoort uit de familie van de Epimeriidae. De wetenschappelijke naam van de soort werd in 1879 voor het eerst geldig gepubliceerd door Georg Ossian Sars.